# Карролтон (Техас)
Карролтон (англ. Carrollton) — город в США, расположенный в северо-восточной части штата Техас. Население — 119 097 чел. по оценке на 2010 год, что является 23-м показателем в штате. Карролтон является пригородом Далласа. Несколько раз появлялся в рейтингах лучших городов для жизни в США и Техасе.

## История
Первыми поселенцами на территории нынешнего Карролтона в 1842 году стали Джаред Форд, а также обладатели гранта Питерса Уильям и Мэри Ларнер. В 1844 году семья Перри завладела землями в районе Тринити-Милс, где в партнёрстве с Уэйдом Уиттом была построена мельница
В северо-восточной части поселения жили крупные землевладельцы в том числе Фюрно, Джексон, Моргана и Роу. Вероятнее всего, поселение было названо в честь города Карролтон в Иллинойсе, родного города многих из этих поселенцев.
Первоначально экономика Карролтона была исключительно сельскохозяйственной, но после строительства через Тринити-Милс железной дороги Даллас — Уичито в 1878 году, стала расти промышленная значимость общины. Значение Карролтона выросло ещё больше, когда железная дорога была продлена до Дентона в 1880 году Джеем Гулдом, который продал линию сети железных дорог «Missouri–Kansas–Texas Railroad» в 1881 году. К 1885 Карролтоне было несколько мельниц, машин по очистке хлопка, две церкви, школа, а население составляло 150 человек. Имеющуюся железную дорогу в 1888 году пересекла другая под управлением «St. Louis Southwestern Railway» (так называемый «Хлопковый пояс») и город стал перевалочным центром для скота, хлопка, хлопкового и прочего зерна.
В 1913 Карролтон был официально зарегистрирован в качестве города. В 1912 году в городе началось производство гравия и к концу 1940-х годов город стал известен как город «зерна и гравия». В городе также находятся кирпичный завод и молочная фабрика, в 1946 году в городе появилось предприятие металлообработки.
После Второй мировой войны город быстро рос. В 1950 году его население составляло 1610 человек, оно выросло до 4242 в 1960 году и до 13 855 человек в 1970 году. Бурный рост пригородов Северного Далласа затронул и Карролтон, между 1970 и 1980 годами численность населения выросла на 193%, до 40 595 жителей. К 1983 году численность составляла 52 000 человек, к 1990 году показатель достиг 82 169 человек, а к 2010 году население выросло до 119 097.

## География и климат
Согласно данным Бюро переписи населения США, площадь Карролтона составляет 96,1 квадратных километров, из которых 94,0 километра находятся на суше и 2,1 километра — вода.
Карролтон находится на территории трёх округов: Даллас, Дентон и Коллин.

### Климат
Карролтон находится в субтропическом океаническом климате.
Самым жарким месяцем в Карролтоне является август. Рекордно высокая температура, +46 °C, была зафиксирована в 1909 году. Самым холодным месяцем является январь. Рекордно низкая температура была зафиксирована в 1918 и 1989 годах на отметке -18 °C. Самым влажным месяцем является май.
| Показатель                    | Янв. | Фев. | Март | Апр. | Май   | Июнь | Июль | Авг. | Сен. | Окт.  | Нояб. | Дек. |
| ----------------------------- | ---- | ---- | ---- | ---- | ----- | ---- | ---- | ---- | ---- | ----- | ----- | ---- |
| Абсолютный максимум, °C       | 35   | 35   | 38   | 38   | 41    | 43   | 44   | 46   | 43   | 39    | 32    | 32   |
| Средний суточный максимум, °C | 14   | 15   | 19   | 24   | 28    | 32   | 34   | 35   | 31   | 26    | 19    | 13   |
| Средний суточный минимум, °C  | 1    | 3    | 7    | 12   | 17    | 21   | 23   | 23   | 19   | 13    | 7     | 2    |
| Абсолютный минимум, °C        | −18  | −16  | −11  | −2   | 1     | 8    | 13   | 12   | 3    | −6    | −8    | −18  |
| Норма осадков, мм             | 56,9 | 73,9 | 91,9 | 80,3 | 124,5 | 99,6 | 60,5 | 46,7 | 85,6 | 102,1 | 74,7  | 68,3 |
| Источник: The Weather Channel |      |      |      |      |       |      |      |      |      |       |       |      |

## Население
По данным переписи 2010 года, общая численность населения составляла 119 097 человек, в городе находилось 43 299 домохозяйств, проживали 31 073 семьи. Плотность населения составляла 1239,3 человека на км 2. В городе находятся 45 508 единиц жилья, средняя плотность жилья составляет 484.1 на км2. По расовому составу в городе проживало 63,6% белых, 8,4% афроамериканцев, 0,6% индейцев, 13,4% азиатов, 0,03 % жителей Океании, 10,8% представителей других рас и 3,1% представителей двух или более рас. 30% населения являлись испаноязычными или латиноамериканцами.
Из 43299 домашних хозяйств в 35,9 % были дети в возрасте до 18 лет, проживающих с родителями, во главе 71,8% стояли супружеские пары, живущие вместе, в 12,4% из домохозяйств женщины проживали без мужей, а в 28,2% не было семьи. 22,5% всех домохозяйств состоят из одиноких людей, в 4,6% из них составляют одинокие люди в возрасте 65 лет и старше. Средний размер домохозяйства 2,74 человека, а средний размер семьи 3,25 человека.
26,0% населения города находились в возрасте до 18 лет, 8,5% — от 18 до 24 лет, 29,7% — от 25 до 44 лет, 27,8% — от 45 до 64, и 8,0% были в возрасте 65 лет и старше. Средний возраст составлял 35,6 лет. На каждые 100 женщин приходилось 95,7 мужчин. На каждые 100 женщин возрастом 18 лет и старше, было 92,4 мужчины.
По данным переписи 2010 года, средний доход на домашнее хозяйство в городе составил $69 592, а средний доход на семью составляет $77 750. Мужчины имеют средний доход около от $49 703 против $44 924 у женщин. Доход на душу населения в городе составил $32 177. Доходы около 7% семей и 8,6% населения были ниже черты бедности, в том числе 14,3% людей моложе 18 лет и 6,2% в возрасте 65 лет и старше.

## Экономика
| #  | Работодатель                           | Число работников |
| -- | -------------------------------------- | ---------------- |
| 1  | Halliburton                            | 1000             |
| 2  | McKesson                               | 999              |
| 3  | Thomson Reuters                        | 950              |
| 4  | Western Extrusions                     | 900              |
| 5  | Securus Technologies                   | 800              |
| 6  | Медицинский центр Baylor Scott & White | 640              |
| 7  | Fairway Mortgage Co                    | 550              |
| 8  | Brandt                                 | 550              |
| 9  | AER Manufacturing                      | 500              |
| 10 | Hilton Reservations & Customer Care    | 500              |

В городе находятся штаб-квартиры и основные отделения некоторых компаний, в том числе:
- Accor
- RUF (американский офис)

В 2010 году в городе закрылась штаб-квартира американского филиала компании STMicroelectronics, переехавшая в город Коппелл.

## Городское управление

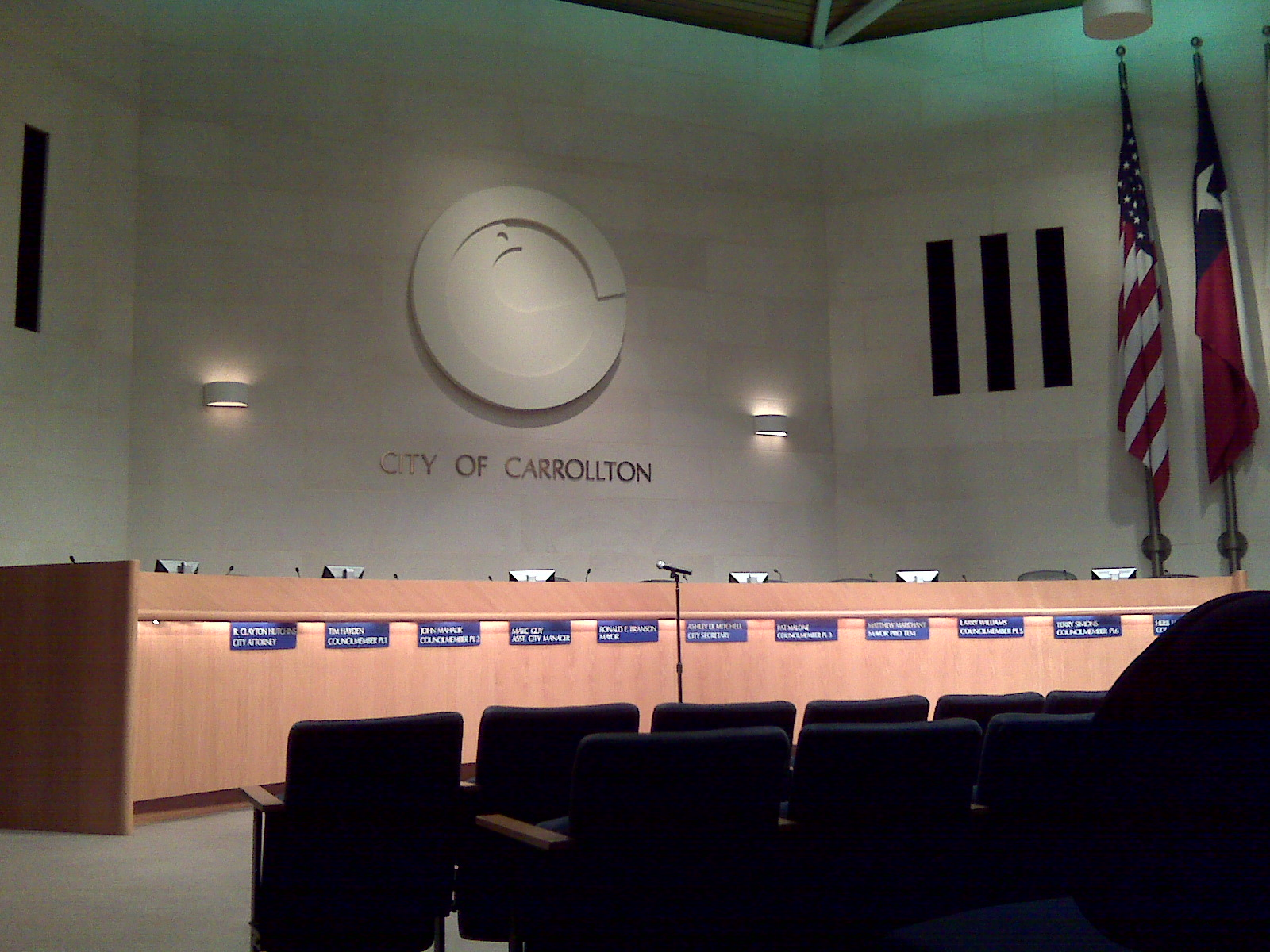
Палата заседаний городского совета Карролтона

Город находится под управлением мэра и городского совета, состоящего из семи человек. Городской совет отвечает за выпуск городских постановлений и распоряжений, назначение граждан на должности городских комиссий, разработка и приём комплексного плана и годового бюджета, утверждение или отклонение изменений в зонировании. Городской совет заседает в первый и третий вторник каждого месяца.
Согласно всестороннему ежегодному финансовому отчёту города за 2017-2018 финансовый год, доходы города составили $210,9 млн, расходы $179,8 млн, город имеет $797,6 млн в активах, обязательств на сумму $ 265,9 млн.